# Victoria Cazacu
Victoria Cazacu (n. 2 august 1963) este o profesoară, manager educațional și psihologă din Republica Moldova, deputat în legislatura 2021-2025 a Parlamentului Republicii Moldova.

## Biografie
Victoria Cazacu a fost profesoară de istorie și directoare adjunctă pe educație în câteva instituții de învățământ din Ocnița. În 2003 a preluat conducerea Centrului Metodic din cadrul Direcției Învățământ, Tineret și Sport din Ocnița, iar în 2010 a fost numită șefa Direcției Generale Raionale Învățământ, Tineret și Sport. În perioada 2014-2019 a condus Serviciul de asistență psihopedagogică.

### Activitate politică
În august 2020, Cazacu a devenit președinta interimară a Organizației teritoriale a Partidului Acțiune și Solidaritate (PAS) din Ocnița.
A candidat cu numărul 61 pe lista Partidului Acțiune și Solidaritate la alegerile parlamentare din 2021 și a acces în parlament.
Fiica sa, inspectoare vamală, a fost vizată, din aprilie 2024, într-un dosar de corupție la Aeroportul Internațional Chișinău. Drept consecință, deputata Victoria Cazacu a fost exclusă din PAS și i s-a cerut să renunțe la mandat. Ea a rămas însă în funcție, devenind deputat neafiliat. În octombrie 2024 a anunțat că aderă la Partidul Nostru.